# Consonne occlusive rétroflexe sourde
La consonne occlusive rétroflexe sourde est un son consonantique fréquent dans de nombreuses langues. Le symbole dans l'alphabet phonétique international est [ʈ]. Ce symbole représente un t avec un crochet allongé vers la droite.
Selon les langues, il peut être simple [ʈ], aspiré [ʈʰ], etc.

## Caractéristiques
Voici les caractéristiques de la consonne occlusive rétroflexe sourde :
- Son mode d'articulation est occlusif, ce qui signifie qu'elle est produite en obstruant l’air du chenal vocal.
- Son point d’articulation est rétroflexe, ce qui signifie qu'elle est articulée avec la pointe de la langue retournée contre le palais.
- Sa phonation est sourde, ce qui signifie qu'elle produite sans la vibration des cordes vocales.
- C'est une consonne orale, ce qui signifie que l'air ne s’échappe que par la bouche.
- C'est une consonne centrale, ce qui signifie qu’elle est produite en laissant l'air passer au-dessus du milieu de la langue, plutôt que par les côtés.
- Son mécanisme de courant d'air est égressif pulmonaire, ce qui signifie qu'elle est articulée en poussant l'air par les poumons et à travers le chenal vocatoire, plutôt que par la glotte ou la bouche.

## En français
Le français ne possède pas le [ʈ].

## Autres langues
Plusieurs dialectes du suédois possèdent ce son, écrit rt après une voyelle, exemple svart (noir) se prononcera [svaʈ] et karta (carte) se prononcera [ˈkʰɑ:ˌʈa].
Certains locuteurs anglophones dont l'anglais n'est pas la langue maternelle, surtout en Inde, pourraient avoir tendance à prononcer [ʈ] plutôt qu'un [t]. Habituellement, cette prononciation passe inaperçue.
Plusieurs langues indiennes ont [ʈ] comme un son séparé de [t] exemple तट taṭ(a) dans hindi et sanscrit (bord (de la fleuve ou mer))  avec ses équivalents voisés et aspirés.